# Hindenburg-Kaserne (Neumünster)
Die Hindenburg-Kaserne war eine Garnison in Neumünster, Schleswig-Holstein. Sie beherbergte bis 1945 Einheiten der Wehrmacht, der Britischen Rheinarmee zwischen 1945 und 1958 sowie der Bundeswehr von 1958 bis zu ihrer Schließung Ende 2003. Insbesondere befand sich hier der Stab der 6. Panzergrenadierdivision zwischen 1958 und 1994. Das Kasernengelände umfasste eine Fläche von etwa 19,5 Hektar. Nach Aufgabe der militärischen Nutzung wurde auf einem Teil des Kasernenareals das Gefahrenabwehrzentrum Neumünster errichtet und 2014 eingeweiht.

## Geschichte

### Vorgeschichte
In der zweiten Hälfte des 19. Jahrhunderts entwickelte sich Neumünster zu einem Zentrum der Tuch- und Lederwarenindustrie. Auf einem Grundstück an der Carlstraße wurde 1889 eine Lederfabrik durch die Tuchmacher Bartram und Stender gegründet, in die 1892 Hermann Sager eintrat und 1897 zum Alleineigentümer wurde. Der Betrieb entwickelte sich von 20 Beschäftigten zu einem Unternehmen mit etwa 1000 Mitarbeitern. Die Fabrik wuchs auf eine Gesamtfläche von 100.000 Quadratmetern an. Darüber hinaus bewirtschaftete der Betrieb auch angrenzende Felder. Das für die Gerberei notwendige Wasser wurde nach dem Verbrauch auf diesen Flächen durch Verrieselung wieder ausgebracht. Auch Klärschlämme der Fabrik wurden in der Landwirtschaft verwendet. Auf diese Weise gelangten Milzbranderreger in die Böden. Bis zu 600.000 Häute wurden jährlich für die Schuh- und Stiefellederproduktion, aber auch zu Antriebsriemen und anderen technischen Produkten verarbeitet. Insgesamt umfassten die bewirtschaften Grundstücke eine Gesamtfläche von 75 Hektar. In den 1920er Jahren geriet das Unternehmen in die Krise und musste schließlich 1927 die Produktion einstellen sowie Konkurs anmelden.

### Aufrüstung in den 1930er Jahren
Im Zuge der Aufrüstung der Wehrmacht kaufte das Deutsche Reich von der Stadt Neumünster zunächst das Gelände der Sick-Kaserne. Gleichzeitig verpflichtete sich die Stadt zur Bereitstellung einer weiteren Fläche für einen Kasernenneubau der Wehrmacht. 1934 erwarb die Reichsverwaltung das Grundstück der ehemaligen Lederfabrik, die abgebrochen worden war. Das Gelände wurde mit einem Bretterzaun umgeben. Damit sollte die Errichtung einer Kaserne der Öffentlichkeit zunächst verborgen bleiben. In zweijähriger Bauzeit entstanden 6 Unterkunftsgebäude, mehrere Wirtschaftsgebäude, ein Stabsgebäude, eine Reithalle und Pferdeställe.

### Vorkriegszeit und Zweiter Weltkrieg
1935 wurde die Kaserne eingeweiht. Es zog das I. Bataillon und die 14. Kompanie des Infanterieregiments 46 der 30. Infanterie-Division ein. 1937 erhielt die Kasernenanlage den Namen nach Paul von Hindenburg. Nachdem am 26. August 1939 die Einheiten für den Überfall auf Polen als Beginn des Zweiten Weltkriegs aus Neumünster in das Grenzgebiet zum Nachbarland verlegt worden waren, erfolgte einen Tag später, am 27. August 1939 in der Hindenburg-Kaserne die Aufstellung des Infanterie-Ersatz-Bataillons Nr. 46. Die im Juni 1940 in Hamburg aufgestellte Division Nr. 190 wurde am 15. Oktober 1940 nach Neumünster verlegt, wobei der Divisionsstab seinen Sitz in der Hindenburg-Kaserne nahm. Das Infanterie-Ersatzbataillon wurde dem Infanterie-Ersatzregiment 30 in Lübeck der Division Nr. 190 unterstellt sowie in Grenadier-Ersatz- und Ausbildungsbataillon Nr. 46 umbenannt. Die Division Nr. 190 wurde mit ihren beweglichen Einheiten im September 1944 in die Niederlande verlegt. In Neumünster trat an ihre Stelle die Division Nr. 490, die in Teilen noch am 27. März 1945 an die Weser verlegt wurde.

### Nachkriegszeit und Stationierung alliierter Truppen
Am 4. Mai 1945 wurde die Stadt Neumünster kampflos den britischen Truppen übergeben, die auch die Hindenburg-Kaserne besetzten. Im Anschluss waren Einheiten der 21st Army Group (21. Armeegruppe) und später der British Army of the Rhine (Britische Rheinarmee) in der Kaserne stationiert, die nunmehr „McLeod Barracks“ in Würdigung des kanadischen Piloten Alan Arnett McLeod hieß. Zwischen 1945 und November 1951 beheimatete die Kaserne eine Vielzahl von wechselnden Einheiten, darunter Headquarters 206/Commander Royal Army Service Corps, 5th Motor Transport Company Royal Army Service Corps, 13th Station Maintenance und 954th Company. Von November 1951 bis März 1953 waren die 15th/19th The King’s Royal Hussars in der Kaserne stationiert, denen von April 1953 bis März 1956 die 1st King’s Dragoon Guards folgten. Schließlich befanden sich von April 1956 bis April 1958 die 13th/18th Royal Hussars (Queen Mary’s Own) in dieser Garnison. Im April 1958 erfolgte die Übergabe der Kaserne an deutsche Dienststellen.

### Übernahme durch die Bundeswehr und Kalter Krieg
Als erstes zog in die Hindenburg-Kaserne am 1. April 1958 der Aufbaustab der 6. Grenadierdivision ein, deren Aufstellung am 28. Februar 1958 befohlen, aber bereits am 20. Februar 1958 durch Ausgliederung eines Arbeits- und Verbindungskommandos aus der 3. Panzerdivision in der Hamburger Sophienterrasse begonnen worden war. Der Aufbau der Division schritt zügig voran und mit Befehl vom 25. September 1958 erfolgte zum 1. Oktober 1958 eine erste Umbenennung des Aufbaustabes in Stab und Stabskompanie 6. Division. Die Division wurde dem I. Korps unterstellt. Stationierungsraum war Schleswig-Holstein. Am 11. November 1958 traf der erste Kommandeur der Division, General von der Groeben, in Neumünster ein. Mit der Einnahme der Heeresstruktur 2 erfolgte die Umbenennung in 6. Panzergrenadierdivision. Mit dem Ende des Kalten Krieges und durch die Vereinbarungen des Zwei-plus-Vier-Vertrages im Zuge der Deutschen Wiedervereinigung ergab sich eine neue Lage, die zunächst am 1. April 1994 in der Zusammenlegung des Wehrbereichskommandos I und der 6. Panzergrenadierdivision in Kiel führten. Damit zog der Divisionsstab aus der Hindenburg-Kaserne in Neumünster aus. Doch bereits am 15. März 1995 wurde bekannt gegeben, dass die 6. Panzergrenadierdivision aufgelöst wird. Dies geschah schließlich am 17. September 1997. Mit dem Divisionsstab war das Verbindungskommando Luftwaffe zu Divisionskommando 6. Panzergrenadierdivision und die Mobilmachungsvorbereitungsgruppe 6. Panzergrenadierdivision in den 1980er Jahren hier stationiert.
Für den 1. Oktober 1958 war in der Hindenburg-Kaserne die Aufstellung der I./Feldartilleriebataillon 6 befohlen. Doch durch eine kurzfristige Änderung entstand stattdessen am 1. Oktober 1958 das Feldartilleriebataillon 177. Bereits am 2. Februar 1959 wurde es zum Panzerartilleriebataillon 185 umgegliedert. Im Januar 1962 konnte das Panzerartilleriebataillon 185 aus der Hindenburg-Kaserne in Neumünster nach Boostedt in die Rantzau-Kaserne verlegt werden. In Boostedt verblieb das Bataillon noch bis zu seiner Auflösung, die zum 30. September 1993 offiziell vollzogen, jedoch bereits Ende 1992 durch Abgabe von Gerät und Personal, insbesondere an das aus dem Feldartilleriebataillon 515 aufzustellende Panzerartilleriebataillon 515 in Kellinghusen umgesetzt worden war.
Am 1. März 1958 wurde in der Sick-Kaserne das Fernmeldebataillon 6 der 6. Panzergrenadierdivision aufgestellt, jedoch am 6. und 7. April 1959 in die Hindenburg-Kaserne in Neumünster verlegt. Dort blieb es und wurde am 1. April 1993 zum Stabs- und Fernmeldebataillon 6 umgegliedert. Mit Auflösung der Division trat es zum 31. März 1997 außer Dienst.
Die ab 1. September 1958 aufgestellte Feldjägerkompanie 6 der 6. Panzergrenadierdivision wurde am 5. Januar 1959 in der Scholtz-Kaserne stationiert. Sie bildete die Feldjägerwachkommandos Neumünster und Hamburg in der Scholtz-Kaserne aus. Am 1. Mai 1959 begann für das Feldjägerwachkommando Neumünster der Dienst in der Scholtz-Kaserne. Die Feldjägerkompanie 6 wechselte in die Sick-Kaserne und kam im Juli 1960 schließlich in die Hindenburg-Kaserne. Am 1. Oktober 1962 wurde der Feldjägerausbildungszug 726 der Fernmeldekompanie 6 aufgestellt, jedoch 1966 bereits wieder aufgelöst. 1963 erfolgte der Umzug des Feldjägerwachkommandos Neumünster unter Umbenennung in Feldjägerdienstkommando Neumünster aus der Scholtz-Kaserne in die Hindenburg-Kaserne. Zum 1. Januar 1980 wurde die Feldjägerkompanie 6 aus der 6. Panzergrenadierdivision herausgelöst und zur 4./Feldjägerbataillon 610. Sie verblieb in der Hindenburg-Kaserne bis zum 1. Dezember 1995, wurde nach Boostedt in die Rantzau-Kaserne verlegt, wo sie am 31. März 1997 aufgelöst wurde.
Am 1. Juli 1960 wurde in der Hindenburg-Kaserne die zum Fernmeldebataillon 6 gehörende Ausbildungskompanie 4/6 aufgestellt. Am 1. Juli 1964 wird die Einheit in Fernmeldeausbildungskompanie 4/6 umbenannt. Zum 1. Oktober 1979 wird sie zur Fernmeldeausbildungskompanie 1/6. Am 1. April 1993 verlegt sie in die Rettberg-Kaserne nach Eutin und zum 1. Oktober 1993 zur 3./Führungsunterstützungsregiment 10 umgegliedert. Das Regiment wird schließlich am 31. Dezember 2002 aufgelöst.
1963 wurde ein Grundstück westlich der Färberstraße hinzugenommen und ein neuer technischer Bereich für die Kaserne geschaffen.
Zur elektronischen Kampfführung wurde am 1. April 1973 die Fernmeldekompanie 621 in der Lent-Kaserne in Rotenburg (Wümme) aufgestellt. Ihr Auftrag bestand in der Überwachung des Funkverkehrs der Armeen des Warschauer Paktes. Deshalb erhielten die Kompanieangehörigen eine umfassende Sprachausbildung. Am 8. November 1974 verlegte die Einheit in die Hindenburg-Kaserne und wurde truppendienstlich dem Fernmeldebataillon 6 unterstellt. Am 1. Oktober 1981 erfolgte im Rahmen der Heeresstruktur 4 die Umbenennung in Fernmeldekompanie 6. Zum 1. April 1992 wurde die Fernmeldekompanie als 5. Kompanie in das Fernmelderegiment 120 in Rotenburg (Wümme) eingegliedert. Dieser Verband wurde zum 1. Oktober 1994 wieder aufgelöst. Die 5. Kompanie wurde zur 5./Fernmelderegiment 320, verblieb aber am Standort Rotenburg (Wümme). Am 30. September 2003 kam schließlich das Aus für diese Kompanie, wobei sie mit der 6. Kompanie die Grundlage für das Bataillon für Elektronische Kampfführung 912 bildeten.
Das als Geräteeinheit am 1. September 1976 aufgestellte Wehrgericht bei der 6. Panzergrenadierdivision verblieb bis zu seiner Auflösung am 30. Juni 1997 in der Hindenburg-Kaserne.
Am 1. April 1986 wurde die Fahrschulgruppe Neumünster 1 in der Kaserne gebildet, die jedoch mit der Heeresstruktur 5 zum 31. März 1994 wieder aufgelöst wurde.
Die Panzerbrigade 18 war zunächst in der Sick-Kaserne mit Stab und Stabskompanie beheimatet. Sie war aus der am 1. Juli 1956 in Neumünster aufgestellten Kampfgruppe B 1 entstanden, die zum 1. April 1958 in Kampfgruppe B 6 umbenannt wurde. Am 16. März 1959 erfolgte aus Teilen der Kampfgruppe B 6 die Bildung der Panzerbrigade 18 der 6. Panzergrenadierdivision. Am 26. April 1988 erhielt sie den Beinamen „Holstein“ verliehen. Sie verblieb bis zum 1. April 1994 in der Sick-Kaserne in Neumünster und musste sodann aufgrund der Aufgabe dieser Liegenschaft in die Hindenburg-Kaserne umziehen, nachdem der Stab der 6. Panzergrenadierdivision dort ausgezogen war. Am 17. September 1997 wechselte sie von der aufgelösten 6. zur 14. Panzergrenadierdivision „Hanse“. Am 4. April 2003 verlegte die Panzerbrigade 18 „Holstein“ mit ihrem Hauptquartier aus der zu räumenden Hindenburg-Kaserne in Neumünster nach Boostedt in die Rantzau-Kaserne. Ihre Zeit in der Boostedter Kaserne währte allerdings nicht lang: zum 31. Dezember 2008 wurde sie außer Dienst gestellt.
Die am 1. Oktober 1993 im Mobilmachungsstützpunkt Frankenstraße in Neumünster aus dem Feldersatzbataillon 65 aufgestellte Feldersatzkompanie 180 der Panzerbrigade 18 verlegte im Sommer 1997 in die Hindenburg-Kaserne. 2003 erfolgte dann die Verlegung in die Rantzau-Kaserne nach Boostedt, wo sie zum 30. Juni 2008 schließlich aufgelöst wurde.
Die mittlere Instandsetzungskompanie 6 bildete gemeinsam mit der Nachschubkompanie 6, die aus der Quartiermeisterkompanie 6 hervorgegangen war, den Grundstock für die Bildung des Versorgungsbataillons 6 der 6. Panzergrenadierdivision, die ab 5. August 1966 in der Rantzau-Kaserne in Boostedt erfolgte und schließlich am 1. Oktober 1972 ihren Abschluss fand. Dabei wurde die 1./Versorgungsbataillon 186 zur 1./Versorgungsbataillon 6. Am 1. Oktober 1975 erfolgte eine weitere Umgliederung zum Nachschubbataillon 6. Im Dezember 1983 begann der Auszug des Bataillons aus der Rantzau-Kaserne und der Umzug nach Neumünster in die Scholtz-Kaserne, der am 30. März 1984 abgeschlossen wurde. Am 14. Mai 1997 erfolgte der Umzug in die Hindenburg-Kaserne, wo durch die Auflösung des Stabs- und Fernmeldebataillons 6 Platz geschaffen war. Das Bataillon wurde zum 1. April 2003 zunächst in einen nichtaktiven Truppenteil umgewandelt, dem Logistikregiment 16 in Lingen unterstellt und zum 31. März 2006 schließlich außer Dienst gestellt. Mit dem Nachschubbataillon 6 kam das Nachschubbataillon 620 als Geräteeinheit in die Hindenburg-Kaserne. Diese Einheit war am 1. Oktober 1980 im Mobilmachungsstützpunkt Wimmersbüll bei Süderlügum aufgestellt worden, 1992 in den Mobilmachungsstützpunkt der Stapelholmer Kaserne in Seetz verlegt und im März 1997 dem Nachschubbataillon 6 unterstellt worden. Das Nachschubbataillon 620 wurde am 27. März 2003 dem Logistikbataillon 142 in Basepohl zugeordnet und verlegt.
Zur medizinischen Versorgung war vom 1. Juli 1972 bis 30. Juni 1997 in der Hindenburg-Kaserne der Sanitätsbereich 11/15 mit Material ausgestattet. Zwischen dem 1. November 1965 und dem 30. September 1972 war die Zahnstation H018 der Panzerbrigade 18 eingerichtet. Die Zahnstation H6 Neumünster 1 bestand vom 1. Oktober 1968 bis zum 30. September 1972. Vom 1. Oktober 1972 bis zum 31. März 1981 war die Zahnstation (Terr) H 105 hier stationiert. Die Zahnarztgruppe 107/1 bestand ab dem 1. April 1981 bis zum 31. Dezember 1999.
Zudem bestanden das Feste Fernmeldezentrum der Bundeswehr 117/301 vom 1. Oktober 1988 bis 31. Dezember 1994, die Fernmeldedienstgruppen 117/30 und 117/31 vom 1. April 1981 bis 30. September 1994, der Fernmelderevisionsdiensttrupp 117/301 vom 1. November 1965 bis zum 30. November 1994 und der Fernmelderevisionsdiensttrupp 117/302 vom 1. Januar 1971 bis zum 30. November 1994 sowie der Fernmelderevisionsinstandhaltungstrupp 117/301 vom 1. Juli 1980 bis zum 30. November 1994. In den 1980er Jahren war die Verteilervermittlung der Bundeswehr Neumünster in der Hindenburg-Kaserne eingerichtet.
Der Kasernenfeldwebel Neumünster 2 war vom 1. April 1981 bis zum 30. September 1996 in der Hindenburg-Kaserne stationiert. Es waren der Evangelische Standortpfarrer Neumünster vom 1. Mai 1955 bis zum 30. November 2000 und der Katholische Standortpfarrer ab 1956 bis zum 31. März 2003 hier tätig.

### Auflösung des Standortes
Mit der Stationierungsentscheidung 2001 kam das Aus für die Hindenburg-Kaserne als Bundeswehrstandort. Auch die fragwürdige Argumentation, das mit Milzbranderregern belastete Areal sei nicht zu verkaufen und die Bundeswehr müsse deshalb auf dem Gelände bleiben, konnte erst recht das Bundesverteidigungsministerium nicht umstimmen. Die Kaserne wurde zum 31. Dezember 2003 durch die Bundeswehr aufgegeben. Damit endete die 131-jährige Geschichte der Stadt Neumünster als Garnisonsstadt. Die Freigabe der Kaserne verzögerte sich jedoch bis in das 1. Quartal 2005.

## Konversion

### Erste Pläne und Problematik durch Kontaminierung
Aufgrund des mit Milzbrandsporen kontaminierten Erdbodens des Kasernengeländes gestaltet sich die zivile Konversion der militärischen Liegenschaft als große Herausforderung. Der Finanz- und Wirtschaftsförderungsausschuss der Stadt Neumünster beauftragte in seiner Sitzung am 17. September 2003 ein Entwicklungsgutachten für das Areal.
2004 prüfte der Ausschuss für Brandschutz, Rettungsdienst und Katastrophenschutz die Einrichtung eines Gefahrenabwehr- und Kompetenzzentrums auf dem Gelände der ehemaligen Scholtz-Kaserne. Im Ergebnis wurde dies im Oktober 2004 abgelehnt und stattdessen ein Standort in der ehemaligen Hindenburg-Kaserne ins Auge gefasst.
Am 14. Dezember 2004 wurde dem Bau-, Planungs- und Umweltausschuss der Stadt Neumünster mitgeteilt, dass sich Teile der Hindenburg-Kaserne als Standort für das Gefahrenabwehrzentrum eignen. Insbesondere könnten auch einige Kasernengebäude erhalten und umgenutzt werden. Zugleich wurden Ergebnisse des Entwicklungsgutachtens der Hindenburg-Kaserne vorgestellt und ein Konzept „Masterplanung Stadtparkviertel – Konversion der Hindenburg-Kaserne“ mit drei Plänen vorgelegt. Es wurde konstatiert, dass Erdbauarbeiten wegen Milzbranderregern und Arsenablagerungen auf dem Gelände problematisch seien. Im Übrigen seien Fundamente und Grubenanlagen der Lederfabrik Sager nicht abgebrochen worden, so dass hierdurch Mehrkosten entstehen könnten. Die Ergebnisse einer Grundwasseruntersuchung lagen noch nicht vor.
Am 26. September 2006 fasste die Ratsversammlung den Aufstellungsbeschluss zum Bebauungsplan Nr. 171 für eine Teilfläche der ehemaligen Hindenburg-Kaserne zwischen Hansaring, Bachstraße und der verlängerten Färberstraße im Stadtteil Böcklersiedlung. Das zugleich vorlegte Bebauungskonzept sah vor, im ehemaligen technischen Bereich der Kaserne in einem Bestandsgebäude mit neu zu schaffendem Anbau die Berufsfeuerwehr unterzubringen. Für die Verwaltung war ein Neubau geplant. Ein weiteres bereits vorhandenes Gebäude sollte ebenfalls mit einem neuen Anbau versehen und der Unterbringung des Rettungsdienstes dienen. Für die Freiwillige Feuerwehr war die Neuerrichtung einer Fahrzeughalle geplant, jedoch im Übrigen die Nutzung eines Bestandsgebäudes. Drei Treib- bzw. Schmierstofflager der ehemaligen Standorttankstelle waren zum Abriss vorgesehen. Ein Schleppdach der ehemaligen Kaserne sollte ebenfalls weichen, während ein weiteres Kasernengebäude zu Fahrzeughallen, Verwaltungs- und Sozialräumen des Katastrophenschutzes umzubauen war.
Am 30. September 2008 stimmte die Ratsversammlung dem Kauf eines 8,9 Hektar großen Grundstückes zur Unterbringung des Gefahrenabwehrzentrums im ehemaligen technischen Bereich der Kaserne für 175.000 Euro zuzüglich Grunderwerbssteuer zu.
Nachdem am 21. Juli 2007 eine frühzeitige Bürgerbeteiligung durchgeführt worden und der Bebauungsplanentwurf aufgestellt worden war, erfolgte am 30. November 2008 der Billigungs- und Auslegungsbeschluss durch die Stadt. Am 17. Februar 2009 beschloss die Ratsversammlung nach Beteiligung der Öffentlichkeit den Bebauungsplan. Der Bebauungsplan legt ein Sondergebiet Gefahrenabwehrzentrum mit 4,99 Hektar, öffentliche Verkehrsflächen einschließlich Parkplatz und Straßenbegleitgrün mit 0,69 Hektar und Waldflächen mit 1,23 Hektar fest. Insgesamt umfasst das Plangebiet 6,91 Hektar. Die zulässigen Nutzungen umfassen Einrichtungen der Feuerwehr und des Katastrophenschutzes sowie sonstiger Einrichtungen der Gefahrenabwehr sowie dazugehörende Lager- und Nebenanlagen. Im nördlichen Teil des Gebietes können Bestandsgebäude zu Büro-, Wohn- oder gewerblichen Einrichtungen umgenutzt werden und insbesondere zur Errichtung von Gaststätten, Büros, Wohnräumen für Aufsichts- oder Bereitschaftspersonen dienen. Bereits am 11. Mai 2009 bezog das Gefahrenabwehrzentrum erste Gebäude im technischen Bereich der Kaserne. Es schlossen sich ab Februar 2013 umfassende Baumaßnahmen zur Erweiterung der Bestandsgebäude und zur Schaffung von Neubauten zur Unterbringung der Rettungsdienste und Feuerwehren an. 12,5 Millionen Euro waren für den Bau und weitere 700.000 Euro für die gesamte technische Ausstattung veranschlagt. Am 28. Juni 2013 erfolgte die Grundsteinlegung. Am 11. Oktober 2014 wurde die neue Feuerwehr- und Rettungswache im Gefahrenabwehrzentrum feierlich eingeweiht. Im November und Dezember 2014 zogen schrittweise die einzelnen Dienststellen von ihrem bisherigen Standort in die neue Feuer- und Rettungswache um. 2017 wurde aufgrund deutlich gestiegener Einsatzzahlen konstatiert, dass die Kapazitäten der auf Basis des Einsatzgeschehens aus dem Jahr 2009 geplanten Feuer- und Rettungswache nicht mehr ausreichen. Daher wurde ein Gutachten beauftragt, dass den Platzbedarf gemäß einer Entwicklungsprognose ermittelte. Im Mai 2019 kündigte das Deutsche Rote Kreuz an, auf dem Gelände des Gefahrenabwehrzentrums ein Ehrenamtszentrum errichten zu wollen. Am 22. Oktober 2019 wurde das Gutachten zum Erweiterungsbedarf der Feuer- und Rettungswache dem Ausschuss für Brandschutz, Rettungsdienst und Katastrophenschutz der Stadt vorgestellt. Am 3. Dezember 2019 entschied der Ausschuss über die Raumplanung den Erweiterungsbau.

### Konversion des östlichen Kasernenteils
Weniger erfolgreich waren hingegen bisher die Bemühungen um eine Konversion des östlichen Teils der ehemaligen Hindenburg-Kaserne. Auf dieser 10,5 Hektar großen Fläche befinden sich 23 Gebäude, darunter Unterkunfts-, Stabs-, Lehrsaal- und Werkstattgebäude, eine Sporthalle, ein Sanitätsgebäude, mehrere Fahrzeughallen und -rampen sowie ein Sportfeld. 2006 wurden Überlegungen zur Einrichtung eines „Euro-Campus“ vorgestellt, die die Ansiedlung von Aus- und Fortbildungseinrichtungen zum Gegenstand hatten. Diese Bestrebungen scheiterten jedoch an fehlender finanzieller Unterstützung durch Bund und Land, einem nicht hinreichend ausgereiften Konzept für die Bildungseinrichtungen und nicht zu kalkulierender Sanierungskosten durch die Bodenbelastungen. Dennoch wurde das Areal als möglicher Hochschulstandort ab 2010 erneut in Betracht gezogen. Auch Überlegungen, das Gelände für eine Landesgartenschau zu nutzen und mit einer zwei Meter hohen Mutterbodenschicht zu überdecken, wurden nicht realisiert. 2015 keimten Hoffnungen auf eine baldige Vermarktung der Flächen. Mehrere Investoren interessierten sich für das Areal für Wohnungen oder nicht störendes Gewerbe. Die Stadt Neumünster hatte Altlastenuntersuchungen in Auftrag gegeben, um Klarheit hinsichtlich der zu erwartenden Sanierungsaufgaben und -kosten zu schaffen. Erste Untersuchungsergebnisse lagen im November 2015 schließlich vor. Es wurden Gerbgruben mit belasteten Abfällen entdeckt. Unterdessen hatte im Oktober 2015 die Bundesanstalt die Immobilie auf der Messe „Expo Real“ in München vorgestellt. Daraufhin meldeten sich weitere Interessenten. Zudem prüfte die Stadt die Unterbringung von Flüchtlingen in der Kaserne. Zwei Blöcke mit einer Grundstücksfläche von 7.350 Quadratmetern hatte sie zu diesem Zweck bereits mit Vertrag vom 18. Juli 2006 ohne Zins gemietet.
Im März 2017 waren noch Nacharbeiten an der Altlastenuntersuchung durchzuführen. Die Stadt favorisierte für das Gelände der ehemaligen Kaserne Wohnen, nicht-störendes Gewerbe, Dienstleistung oder auch Bildungseinrichtungen. Großflächige Einzelhandelsbetriebe indes wurden abgelehnt. Auch hinsichtlich großer Veranstaltungs- und Sportstätten bestanden wegen der zu erwartenden Lärmemissionen Bedenken.
Mitte 2017 lagen die abschließenden Untersuchungsergebnisse zur Altlastenproblematik immer noch nicht vor. Stattdessen wurde über die Umnutzung der Unterkunftsgebäude zu Wohnungen für Studierende an Kieler Hochschulen, die Errichtung eines Senioren- und Pflegeheims mit angeschlossenem Ärztehaus, die Unterbringung von IT-Servertechnik in den ehemaligen Fernmeldebunkern sowie die Verwendung von Garagen als Stellplätze für Wohnmobile, Boote und Anhänger seitens der Bundesanstalt für Immobilienaufgaben nachgedacht. Konkrete Pläne hierzu bestanden jedoch nicht. Die Stadt Neumünster zeigte sich zurückhaltender und verwies auf die Notwendigkeit eines Gesamtkonzeptes. Das Objekt sollte nunmehr erneut auf der Immobilienmesse in München angeboten werden. Allerdings hatte der jahrelange Leerstand auch Folgen: Unteroffiziersheim, Küche, Kantine und die Sporthalle der ehemaligen Kaserne waren mittlerweile derart baufällig, dass sie nur noch abgerissen werden können. Die veraltete und teilweise zerstörte Infrastruktur erfordert eine Millioneninvestition.

### Nutzung unter Federführung der Stadt Neumünster
Am 13. Februar 2018 beschloss die Ratsversammlung der Stadt Neumünster, das vom Bund eingeräumte Erstzugriffsrecht auf das Kasernengelände gegenüber der Bundesanstalt für Immobilienangelegenheiten auszuüben. Im März 2018 entschloss sich die Stadt zur Rückgabe der einst für Flüchtlinge im Jahr 2016 gemieteten Unterkunftsgebäude an den Bund.
Am 14. März 2019 wurde ein Zwischenbericht dem Schul-, Kultur- und Sportausschuss zur Hochschulanbindung vorgelegt, der unter anderen die Hindenburg-Kaserne als eine Fläche für den Standort von Hochschuleinrichtungen identifizierte.
Die Ergebnisse einer abschließenden Gefährdungsbeurteilung zur Bodenbelastung des Kasernengeländes sowie darauf beruhende Handlungsempfehlungen wurden am 2. April 2019 der Ratsversammlung vorgestellt.
Im Mai 2019 regte die SPD Neumünster die Schaffung eines Bildungscampus im ehemaligen Unterkunftsbereich der Hindenburg-Kaserne an. Diese Forderung knüpfte an die Bestrebungen Neumünsters an, Standort einer Hochschule zu werden. Als Fachbereiche waren Logistik und Pflege im Gespräch. Als erstem Schritt sollte eine von der Stadt gestiftete Hochschulprofessur angesiedelt werden. Die Ratsversammlung beschloss am 18. Juni 2019 die mittelfristige Entwicklung der ehemaligen Hindenburg-Kaserne zu einem Bildungs-Campus mit Studien- und Bildungsangeboten im Gesundheitsbereich sowie weiteren Fachbereichen.
Für ein neues Aus- und Fortbildungszentrum des Zolls fasste die Bundesanstalt für Immobilienaufgaben Mitte 2019 auch die Hindenburg-Kaserne ins Auge.
Im September 2019 wurde berichtet, dass die Stadt an einem Nutzungskonzept für die Kaserne arbeite. Ende 2020 unterstützte die SPD Neumünster Überlegungen zur Ansiedlung der Landesfeuerwehrschule auf dem Kasernengelände. Im November und Dezember 2020 wurden zwei Ausschüssen der Stadt Neumünster Sachstandsberichte zur Entwicklung der Hindenburg-Kaserne erstattet. Demnach plant der Bund eine Verlagerung und Erweiterung des Technischen Hilfswerks auf dem Kasernengelände. Auch besteht die Überlegung, ein Einsatz-Trainings-Zentrum des Zolls hier einzurichten. Zudem werde eine Ansiedlung der Landesfeuerwehrschule geprüft. Ein Unternehmen hat sich zum Ziel gesetzt, Flächen des Kasernenareals für das Wohnen zu entwickeln. Schließlich werde das Anliegen der Stadt weiterverfolgt, einen Bildungs-Campus auf dem Gelände der ehemaligen Hindenburg-Kaserne zu entwickeln, um hier eine Hochschule, insbesondere mit Studienangeboten im Bereich Logistik und Pflege, anzusiedeln. Die hierfür erforderliche Infrastruktur, wie Bibliothek, Mensa sowie Studierendenwohnungen könne ebenfalls hier geschaffen werden. Sollten alle drei Bereiche (Gefahrenabwehr – Bildungseinrichtung – Wohnen) realisiert werden sollen, wurde eine Gliederung des Kasernenareals empfohlen. Demnach würden die Einrichtungen der Gefahrenabwehr und des Zolls im nördlichen Geländeteil, die Bildungseinrichtung im mittleren und das Wohnen im südlichen Bereich verortet.